# Mieczysław Bolesław Hoffman
Mieczysław  Bolesław Hoffman (ur. 16 września 1877 w Szołdrach, zm. 9 maja 1940 w Częstochowie) – polski pomolog, radny Częstochowy.

## Życiorys
Był synem Karola Boromeusza – zarządcy jednego z majątków gen. Dezyderego Chłapowskiego i Marii z Prądzyńskich. Mieszkał w Częstochowie. Wraz z żoną Anną (córką warszawskiego ogrodnika Stanisława Wójcickiego) stworzył Zakład Ogrodniczo Warzywno-Owocowo-Szkółkarski w Częstochowie, tzw. "Ogrody Hoffmana".
Po ukończeniu szkoły czteroklasowej w 1892 roku rozpoczął 3-letnią praktykę w znanych w Wielkopolsce ogrodach hrabiego Jana Żółtowskiego położonych koło Grodziska. W celu doskonalenia swoich umiejętności praktycznych wyjechał  do Erfurtu (Prusy), gdzie odbył praktyki w Zakładach Kwiaciarsko-Nasiennych „Haage Schmidta”. 
Kształcenie specjalistyczne w zakresie pomologii i szkółkarstwa kontynuował na Plantacji Drzew Owocowych i Szkółek w Baden-Baden, gdzie przebywał do końca XIX wieku. Pełnił tam również funkcję sekretarza i wykładowcy w Towarzystwie „Flora”. Jego fachowa działalność została zauważona za co otrzymał dyplom uznania.
W 1901 Hoffman przeniósł się do Francji, gdzie na krótko zatrzymał się w Zakładach Szkółkarskich “Thuilleaux” w Paryżu, a następnie podjął praktykę w największym Zakładzie Szkółkarskim Croux et Fils w Chatenay. Po półtorarocznym pobycie wyjechał do znanej we Francji forsowni win, brzoskwiń i truskawek Omer de curts et Fils. Tam też zakończył specjalistyczną praktykę. Jednocześnie utrzymywał kontakt z erfurckim pismem ogrodniczym “Mullers Gartner Zeitung”, w którym publikował swoje artykuły.
Po powrocie do kraju osiedlił się w Warszawie, gdzie objął eksponowaną posadę zastępcy dyrektora szkółek w zakładach C. Urlicha. W tym okresie poślubił Annę Wójcicką – córkę Stanisława, warszawskiego ogrodnika. Po sześcioletnim pobycie w stolicy Hoffman przeniósł się do Wierbki k. Pilicy, gdzie ówczesny właściciel Chrystian August Moes powierzył mu zarząd nad przypałacowym parkiem-ogrodem o powierzchni 10 ha z XVIII w. Dzięki wytężonej pracy i usilnym staraniom Hoffmana ten zaniedbany zespół pałacowo-parkowy odzyskał dawną świetność.
W 1909 Hoffman osiedlił się na stałe w Częstochowie, gdzie nabył grunt położony między dwoma istniejącymi już ogrodami: Karola Zawady i Jana Stanisława Jastrzębskiego. Wykorzystując wiedzę zdobytą w kraju i za granicą  przystąpił do projektowania Zakładu Ogrodniczego Warzywno-Owocowo-Szkółkarskiego, który przyniósł mu sławę. W 1925 został wybrany w skład Rady Miejskiej Częstochowy.
Hoffman zmarł w 1940 i został pochowany w rodzinnym grobowcu na cmentarzu Kule w Częstochowie. Ze związku małżeńskiego pozostało osiem córek: Aniela (1905-1960), Maria (zm. 1972), Mieczysława (1907-1956), Anna (1910-1963), Zofia (1913-1965), Barbara (1914-1994), Bolesława (1917-1978) oraz Stanisława (1918-1981).
Bratem Mieczysława był Bronisław Hoffman (1878–1966), także pomolog.